# Xã Colfax, Quận Wilson, Kansas
Xã Colfax (tiếng Anh: Colfax Township) là một xã thuộc quận Wilson, tiểu bang Kansas, Hoa Kỳ. Năm 2010, dân số của xã này là 403 người.